# Celles qui attendent
Celles qui attendent est un roman de l'auteure sénégalaise Fatou Diome publié en 2010 aux éditions Flammarion. 

## Synopsis
Deux femmes, Arame et Bougna vivent sur l'île de Niodior, qui est l'île natale de l'auteure, située dans le Sine-Saloum au Sénégal. Le roman met en scène la vie difficile de ces familles de migrants, restées au Sénégal.

## Thématiques de l'ouvrage
Les différents thèmes abordés dans ce roman sont l'attente et l’émigration, mais aussi la condition féminine, la polygamie, la tradition et l’exil. Le thème de la survie est également évoqué.

### L'attente
Dans son roman, Fatou Diome présente une société patriarcale où paradoxalement les femmes sont au centre de tout. Elles pensent à tout, s’occupent de tout, y compris de l’avenir de leur progéniture. Dans ce village de pêcheurs, la présence des hommes est rappelée au lecteur par quelques téméraires qui bravent l’océan pour nourrir leurs familles, mais surtout par le tableau les montrant jouer aux cartes toute la journée sous le manguier, devant  l’épicerie d’Abdou ou bien se faisant servir ou encore invectiver l’épouse rebelle. L’attente est le lot de toutes ces femmes.
Les nombreuses comparaisons maritimes, la description du village à différents moments de la journée et la présentation des traditions ancestrales témoignent d’une grande connaissance de ce milieu : « L'Atlantique poursuivait obstinément sa danse païenne, mais ses fantaisies perpétuelles n'ébranlaient pas l'île : elle était là, fière, immobile, comme une belle acariâtre qui refuse un tango. ».

### L’émigration
Aussi Fatou Diome nous donne-t-elle à travers un discours militant, des pistes de compréhension de l’émigration clandestine vue de l’intérieur. Paradoxalement, les premières à en souffrir - Arame et Bougna - en sont les initiatrices. 
L'auteure dénonce la misère et le désœuvrement qui poussent les jeunes à braver l’océan à bord d’embarcations de fortune : « ces enfants détournés de la vie paysanne et trop mal outillés pour escompter un destin de bureaucrate, ne voyant aucun chemin susceptible de les mener vers un avenir rassurant [...], se jettent dans l’Atlantique, se ruent vers l’Europe. ».

## Distinctions
Le roman est un roman coup de cœur de la Rentrée littéraire 2010 du site Au féminin et obtient le prix Solidarité 2012 de l'Union Harmonie Mutuelle.

### Documentation
- Élisabeth Lesne, « Fatou Diome, Celles qui attendent », Hommes & migrations, 1286-1287, 2010